# Dekanat Sułkowice
Dekanat Sułkowice – jeden z 45 dekanatów w rzymskokatolickiej archidiecezji krakowskiej.

## Parafie
W skład dekanatu wchodzi 12 parafii:
- parafia Matki Bożej Częstochowskiej – Bęczarka
- parafia Przenajświętszej Trójcy – Bieńkówka
- parafia Matki Bożej Różańcowej – Biertowice
- parafia Matki Bożej Pocieszenia – Budzów
- parafia Najświętszego Imienia Maryi – Harbutowice
- parafia św. Małgorzaty – Izdebnik
- parafia Najświętszego Serca Pana Jezusa – Jachówka
- parafia św. Anny – Jasienica
- parafia Przenajświętszej Trójcy – Krzywaczka
- parafia Matki Bożej Wspomożenia Wiernych – Palcza
- parafia św. Maksymiliana Kolbego – Rudnik
- parafia Najświętszego Serca Pana Jezusa – Sułkowice

## Galeria

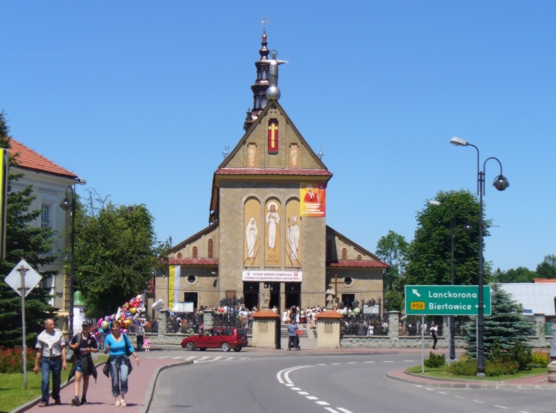
Kościół w Sułkowicach
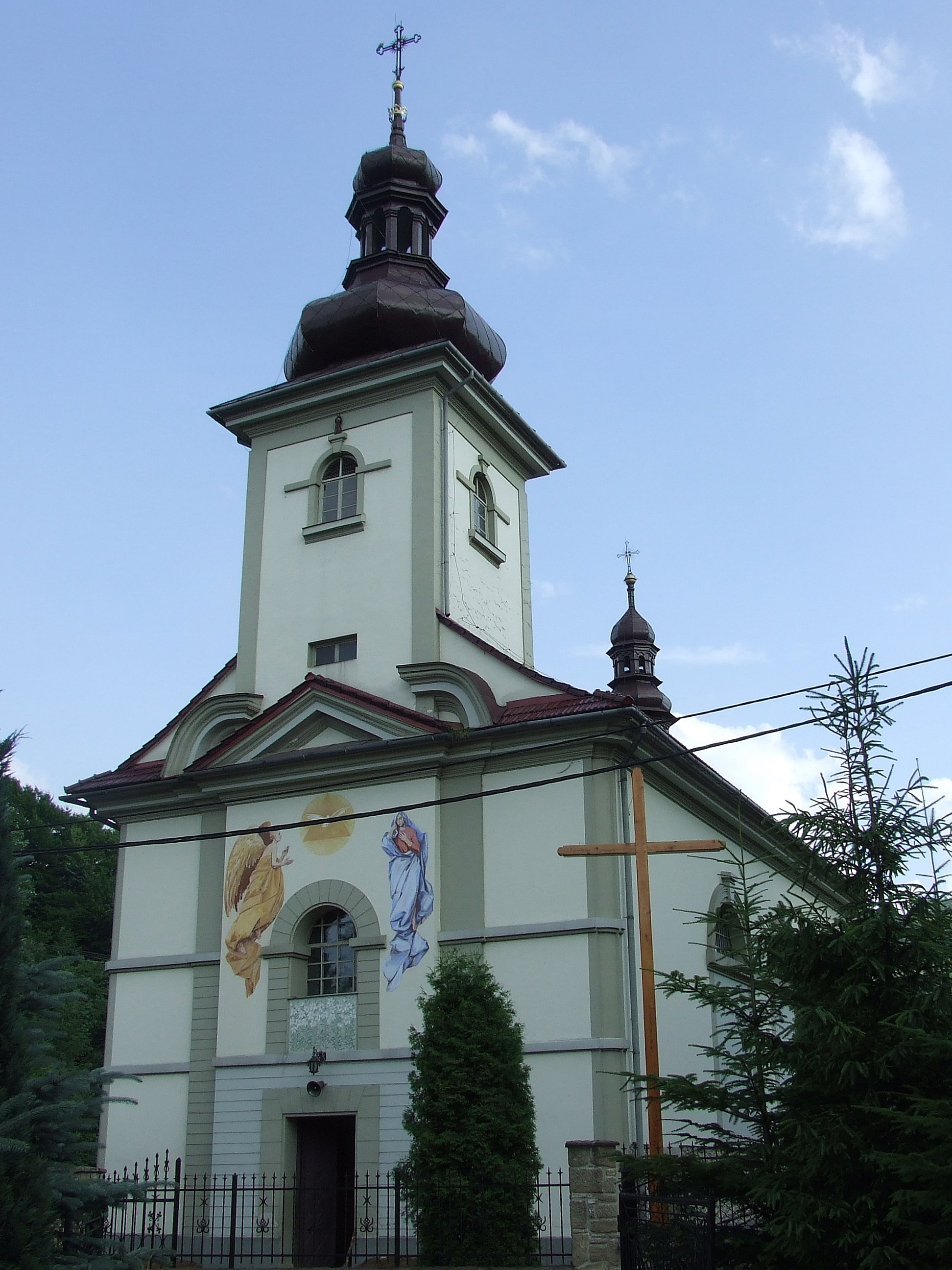
Kościół w Harbutowicach
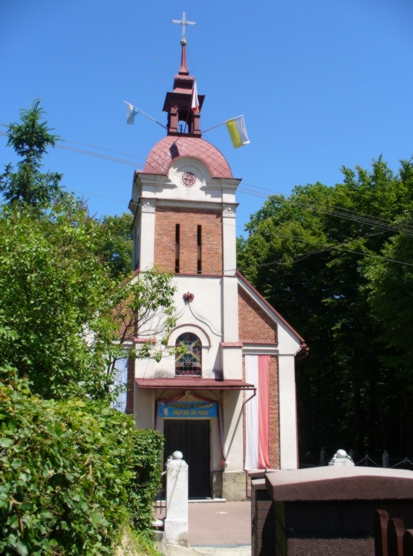
Kościół w Palczy
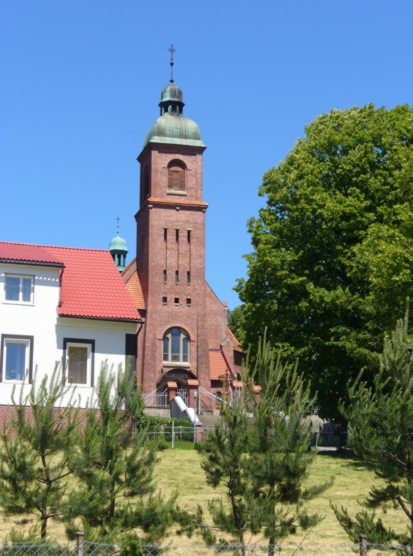
Kościół w Budzowie
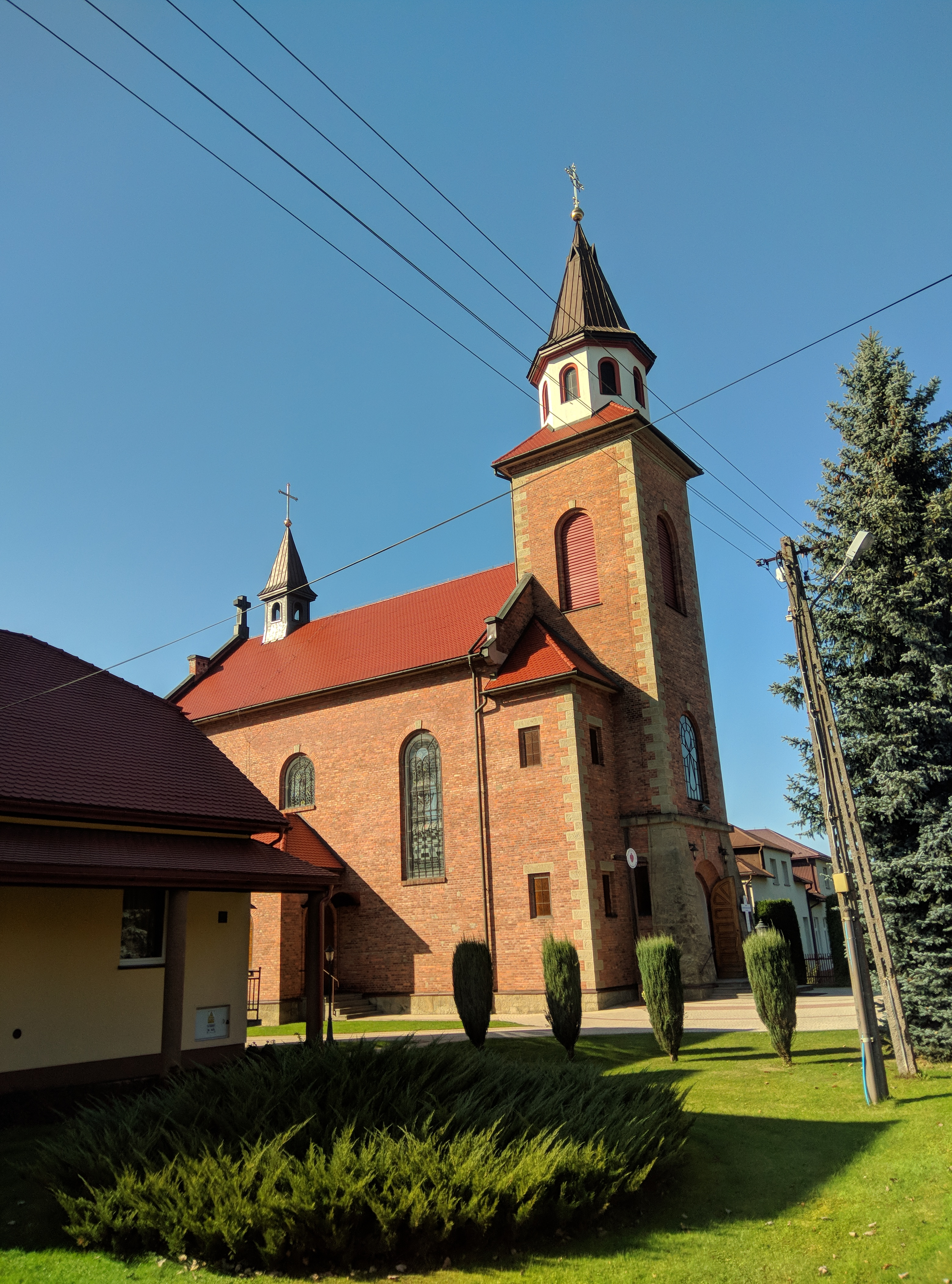
Kościół w Jachówce

## Sąsiednie dekanaty
Jordanów, Kalwaria, Maków Podhalański, Mogilany, Myślenice, Pcim, Skawina, Sucha Beskidzka, Wadowice – Południe.